# Wojciech Wilkowski (geodeta)
Wojciech Andrzej Wilkowski (ur. 30 stycznia 1939 w Umieninie-Żelazkach, zm. 3 lutego 2025) – polski geodeta, profesor nauk technicznych.

## Życiorys
Był absolwentem Politechniki Warszawskiej, w 1978 r. doktoryzował się na podstawie pracy zatytułowanej  Badanie dokładności mapy gruntów państwowego gospodarstwa leśnego w aspekcie potrzeb urządzania lasu, ewidencji gruntów i mapy zasadniczej kraju, w 1987 r. otrzymał habilitację za pracę pt. Dokładność i metody określania powierzchni w systemach inwentaryzacji lasu. W 1996 r. uzyskał tytuł profesora nauk technicznych.
Pracował w Wojskowej Akademii Technicznej im. Jarosława Dąbrowskiego, w Politechnice Warszawskiej oraz w Wyższej Szkole Gospodarowania Nieruchomościami w Warszawie.
Został członkiem Komitetu Geodezji PAN.